# Bulbophyllum rubipetalum
Bulbophyllum rubipetalum là một loài phong lan thuộc chi Bulbophyllum.